# کیم سن-پیر
کیم سن-پیر (به فرانسوی: Kim St-Pierre) ورزشکار زن رشتهٔ هاکی روی یخ اهل کشور کانادا است. وی در بین سال‌های ‎۲۰۰۲ تا ۲۰۱۰ میلادی در مسابقات بازی‌های المپیک زمستانی در مجموع ۳ مدال طلا را کسب کرد.